# M-1グランプリ2015
『M-1グランプリ2015』（エムワングランプリ2015）は、吉本興業・朝日放送主催の漫才コンクール「M-1グランプリ」の第11回大会。2015年12月6日（日）に決勝戦が開催され、ABCテレビ・テレビ朝日系列にて18:30 - 21:00まで生放送された。優勝者はトレンディエンジェル。視聴率は関東地方で17.2%、関西地方で21.4%を記録した。

## 概要
2010年に終了した『M-1グランプリ』が5年ぶりに復活。この回から参加資格が結成10年以内から結成15年以内に変更された。スポンサーはオートバックスに代わり、Cygames、ファミリーマート、日清食品、ユニクロが就任した。
プロ・アマチュア問わず3472組がエントリーし、決勝戦には準決勝を勝ち上がった和牛、馬鹿よ貴方は、スーパーマラドーナ、メイプル超合金、タイムマシーン3号、銀シャリ、ジャルジャル、ハライチの8組、そして敗者復活戦を勝ち抜いたトレンディエンジェルを加えた9組で争われた。
審査員はこれまでの回よりも多い9名で、顔ぶれも一新。アンタッチャブル以外の歴代優勝コンビ9組から礼二（中川家）、増田英彦（ますだおかだ）、岩尾望（フットボールアワー）、吉田敬（ブラックマヨネーズ）、徳井義実（チュートリアル）、富澤たけし（サンドウィッチマン）、石田明（NON STYLE）、佐藤哲夫（パンクブーブー）、哲夫（笑い飯）が参加した。
決勝戦の司会は9大会連続の今田耕司と、4大会連続の上戸彩。
ABCラジオでは、喜多ゆかり（朝日放送テレビアナウンサー）の進行で、決勝のサイマル生中継を組み込んだ特別番組『ラジオでウラ実況!?M-1グランプリ2015』を放送した。

## 大会経過

### 1回戦から準々決勝まで
1回戦は8月17日から10月4日にかけて、北海道、仙台、埼玉、千葉、東京、名古屋、大阪、広島、福岡、沖縄の10都道府県で開催。その後は東京、大阪・京都の2地区に分けて、10月5日 - 16日に2回戦、10月21日 - 28日に3回戦、11月3日・5日に準々決勝が開催された。
前回大会で従来の準決勝が準々決勝に変更され、準決勝進出者が大幅に減少したが、シード権は従来通り「前回大会の準決勝進出者」のみに適用される。そのため、規定変更前の2022年大会までは、ほぼ毎回ノーシードからの決勝戦進出者が複数組現れていた。
エントリーした3472組中、準々決勝に進出したのは86組。そのうち東京3回戦を通過したのは53組、大阪・京都3回戦を通過したのは36組。

#### 話題を集めたコンビ
- 「めいどのみやげ」（ティーチャ、サッチィー）：80歳の父親と41歳の娘のコンビ
- 「ペッパーズ」（ペッパー、金子竣）：人型ロボット「Pepper」と芸人によるコンビ。エンジニア担当としてのちに実業家・作家となる安野貴博が参加。
- 「元ホスト」（城咲仁、ランディー・ヲ様）：元ホストのタレントとピン芸人のコンビ
- 「SIZE」及び「校長・教頭」：笑いを通じてコミュニケーション能力を育む「笑育（わらいく）」を取り入れている大阪府立金岡高等学校の元生徒会長・副会長コンビと、同校の校長（放送作家出身の和栗隆史）・教頭コンビ。いずれも1回戦を突破したため、ニュースなどで取り上げられた（和栗は2017年3月の任期満了を機に退職）。

### 準決勝
11月19日にEX THEATER ROPPONGIで開催。準々決勝を勝ち上がった27組に、GYAO!ワイルドカード枠を獲得したニッポンの社長を加えた28組が参加した。
準決勝初進出組はメイプル超合金、馬鹿よ貴方は、尼神インター、相席スタート、ダイタク、セルライトスパ、アインシュタイン、ニッポンの社長の8組。
出番順はGYAO!ワイルドカード枠のニッポンの社長が1番手、2008年から3年連続で決勝進出し、ラストイヤーでもあるナイツがトリを務めた。この結果、ハライチが3大会連続、銀シャリ、ジャルジャルが2大会連続、タイムマシーン3号が6大会ぶり（10年ぶり）2度目、和牛、馬鹿よ貴方は、スーパーマラドーナ、メイプル超合金が初の決勝進出を果たした。

### 敗者復活戦
12月6日、決勝戦直前の14時30分より実施。この回から会場が六本木ヒルズアリーナとなり、敗者復活戦の全国放送での生中継も開始。また、敗者復活組の選出方法も視聴者投票となった。今大会のみ、投票できるのは1人につき1組のみ。
今大会のみGYAO!ワイルドカード枠のニッポンの社長にも出場資格が与えられ、20組で争われた。出番順は準決勝の順位が低い順となり、ニッポンの社長が1番手を、さらば青春の光がトリを務めた。投票の結果、予選17位のとろサーモン、予選11位のトレンディエンジェルが上位2組に名を連ね、3万9753票を獲得したトレンディエンジェルが決勝戦に進出した。

## 決勝戦

### ファーストラウンド
1組目：メイプル超合金【796点 / 暫定1位 → 7位】
「犬を飼いたい」をテーマに、カズレーザーの「聞いた話を別のものに変えてしまうボケ」「突拍子もないボケ」に対して、安藤なつの「女性を捨てた男気あるツッコミ」で返すしゃべくり漫才を披露。増田は「漫才にどんどん新しいものが出てきている」、徳井はカズレーザーに「あの人ほんまにヤバイ人」といい、「ただ、そのヤバさがでていて良かった」と述べた。
2組目：馬鹿よ貴方は【791点 / 暫定2位 → 8位】
「おにぎり屋の店員と客」をテーマとしたコント漫才を披露。富澤は「M-1ってこんなのでしたっけ？でも、笑ってしまいますね」、岩尾は「最後の1分全て（大丈夫か、大丈夫ですよ）が凄かった」と述べた。
3組目：スーパーマラドーナ【813点 / 暫定1位 → 5位】
「女の子の家に行ったら落ち武者の霊を見た」というテーマで、ボケの田中の一人芝居に対し、武智がツッコむ、伏線回収を盛り込んだコント漫才を披露。哲夫は「右肩上がりでだんだんウケていく理想的な形」と述べ、佐藤は「伏線で張ってるものとかを後半に回収するところが高得点に繋がった」と絶賛した。
4組目：和牛【806点 / 暫定2位 → 6位】
結婚式を抜け出した花嫁を題材にしたコント漫才を披露。増田からは「ああいえばこういう漫才大好きです。この続きをもう一本みたいですね」と述べた。
5組目：ジャルジャル【834点 / 暫定1位 → 1位通過】
「言葉遣い」をテーマに、ボケとツッコミが交互に入れ替わるしゃべくり漫才を披露。石田は「しっかり漫才師になっていて、今までの5組の中で1番拍手笑いが多かった」、一方で礼二は「漫才という大きな枠がある中で、そういうのを入れたらもう少し漫才っぽくなったと思う」と述べた。
6組目：銀シャリ【818点 / 暫定2位 → 3位通過】
ボケの鰻が「料理のさしすせそ」に難癖をつけるしゃべくり漫才を披露。佐藤は「やり取りはさすがだが、題材がよくある形なので、90点台に乗せなかった」と述べた。
7組目：ハライチ【788点 / 暫定7位 → 9位】
過去の大会で披露したノリボケ漫才を封印し、誘拐をテーマにしたコント漫才を披露。吉田は「流れをつかめなかっただけで面白かった」と述べた。敗退後、アナウンサーのヒロド歩美が澤部にマイクを向けたときに「向けるなマイク！」と怒鳴り気味のリアクションがあった。
8組目：タイムマシーン3号【816点 / 暫定3位 → 4位】
ジブリ作品や山本の自己紹介など、あらゆる言葉を太らせたり、痩せさせたりするしゃべくり漫才を披露。石田は「僕と同期（2000年デビュー）なんですよ。本当悔しいなって思うくらい笑い取ってたので、これはもう高得点入れるしかなかったですね」と高評価した。その結果敗退したスーパーマラドーナの武智が、石田に対し「俺らも同期やろ！」と敗退コメントを述べた。
9組目：トレンディエンジェル【825点 / 2位通過】
今大会の敗者復活組。ハロウィンとクリスマスを題材に、自身らのハゲ頭を活かしたコント漫才を披露。富澤は「この二人にしかできない漫才」、増田は「敗者復活戦の勢いで、あんなに楽しく、他のハゲている芸人が残っているのがいないぐらい全部やりつくした」、岩尾は「ハゲている時点で一回負けていますからね」と述べた。

### 最終決戦
最終決戦はファーストラウンド1位のジャルジャル、2位のトレンディエンジェル、3位の銀シャリの3組で争われた。ファーストラウンド上位の組から順番を選択した結果、銀シャリ、トレンディエンジェル、ジャルジャルの順にネタを披露することとなった。
1組目：銀シャリ
壁が薄いマンションに届く騒音を題材にしたしゃべくり漫才を披露。
2組目：トレンディエンジェル
女性にモテたいたかしに、斎藤がボケながらアドバイスするコント漫才を披露。
3組目：ジャルジャル
ファーストラウンドと同じスタイルの、ボケとツッコミが交互に入れ替わる漫才を披露。
最終投票では、哲夫がジャルジャルに、徳井と岩尾が銀シャリに、他の6名がトレンディエンジェルに投票。6票を獲得したトレンディエンジェルが11代目王者となった。

## 結果

### 準決勝（結果）
- コンビ名、所属事務所は出場当時。
- 金背景は決勝戦進出者。

| グループ | コンビ名             | 所属事務所                             | 結果 |
| -------- | -------------------- | -------------------------------------- | ---- |
| A        | ニッポンの社長       | よしもとクリエイティブ・エージェンシー | 敗退 |
| A        | ダイタク             | よしもとクリエイティブ・エージェンシー | 敗退 |
| A        | アインシュタイン     | よしもとクリエイティブ・エージェンシー | 敗退 |
| A        | 相席スタート         | よしもとクリエイティブ・エージェンシー | 敗退 |
| A        | タイムマシーン3号    | 太田プロダクション                     | 通過 |
| A        | 囲碁将棋             | よしもとクリエイティブ・エージェンシー | 敗退 |
| A        | とろサーモン         | よしもとクリエイティブ・エージェンシー | 敗退 |
| B        | 笑撃戦隊             | ワタナベエンターテインメント           | 敗退 |
| B        | セルライトスパ       | よしもとクリエイティブ・エージェンシー | 敗退 |
| B        | 銀シャリ             | よしもとクリエイティブ・エージェンシー | 通過 |
| B        | ハライチ             | ワタナベエンターテインメント           | 通過 |
| B        | メイプル超合金       | サンミュージックプロダクション         | 通過 |
| B        | POISON GIRL BAND     | よしもとクリエイティブ・エージェンシー | 敗退 |
| B        | モンスターエンジン   | よしもとクリエイティブ・エージェンシー | 敗退 |
| C        | 和牛                 | よしもとクリエイティブ・エージェンシー | 通過 |
| C        | さらば青春の光       | ザ・森東                               | 敗退 |
| C        | ジャルジャル         | よしもとクリエイティブ・エージェンシー | 通過 |
| C        | トレンディエンジェル | よしもとクリエイティブ・エージェンシー | 敗退 |
| C        | ダイアン             | よしもとクリエイティブ・エージェンシー | 敗退 |
| C        | 東京ダイナマイト     | よしもとクリエイティブ・エージェンシー | 敗退 |
| C        | かまいたち           | よしもとクリエイティブ・エージェンシー | 敗退 |
| D        | 天竺鼠               | よしもとクリエイティブ・エージェンシー | 敗退 |
| D        | 学天即               | よしもとクリエイティブ・エージェンシー | 敗退 |
| D        | チーモンチョーチュウ | よしもとクリエイティブ・エージェンシー | 敗退 |
| D        | 尼神インター         | よしもとクリエイティブ・エージェンシー | 敗退 |
| D        | 馬鹿よ貴方は         | オフィス北野                           | 通過 |
| D        | スーパーマラドーナ   | よしもとクリエイティブ・エージェンシー | 通過 |
| D        | ナイツ               | マセキ芸能社                           | 敗退 |

### 敗者復活戦（結果）
とろサーモンが9大会連続9回目の敗者復活戦出場となり、最多出場・最多連続出場記録を更新した。
- コンビ名、所属事務所は出場当時、結成年の太字はラストイヤー。また、結成年は正しいものを優先し、公式サイトなどで誤って表記されている場合は補足として「2000年」のように打消し線付きで併記する。
- 金背景は決勝戦進出者。

| 順位 | コンビ名 所属事務所                                         | 結成年        | 敗者復活戦 出場歴 | 予選 順位 | 出番 | 票数      |
| ---- | ----------------------------------------------------------- | ------------- | ----------------- | --------- | ---- | --------- |
| 1位  | トレンディエンジェル よしもとクリエイティブ・エージェンシー | 2005年        | 3大会連続 3回目   | 11位      | 18番 | 3万9753票 |
| 2位  | とろサーモン よしもとクリエイティブ・エージェンシー         | 2002年        | 9大会連続 9回目   | 17位      | 12番 | 2万3916票 |
| 3位  | ナイツ マセキ芸能社                                         | 2001年        | 4大会ぶり 2回目   | 14位      | 15番 | 2万3742票 |
| 4位  | チーモンチョーチュウ よしもとクリエイティブ・エージェンシー | 2001年        | 7大会連続 7回目   | 25位      | 4番  | 2万1560票 |
| 5位  | 東京ダイナマイト よしもとクリエイティブ・エージェンシー     | 2001年        | 2大会連続 6回目   | 13位      | 16番 | 1万6426票 |
| 6位  | 学天即 よしもとクリエイティブ・エージェンシー               | 2005年        | 6大会ぶり 2回目   | 24位      | 5番  |           |
| 7位  | さらば青春の光 ザ・森東                                     | 2008年        | 2大会ぶり 2回目   | 9位       | 20番 |           |
| 8位  | ダイアン よしもとクリエイティブ・エージェンシー             | 2000年        | 2大会ぶり 7回目   | 10位      | 19番 |           |
| 9位  | 笑撃戦隊 ワタナベエンターテインメント                       | 2008年        | 2大会連続 2回目   | 22位      | 7番  |           |
| 10位 | 天竺鼠 よしもとクリエイティブ・エージェンシー               | 2004年        | 7大会連続 7回目   | 15位      | 14番 |           |
| 11位 | 尼神インター よしもとクリエイティブ・エージェンシー         | 2007年        | 初出場            | 12位      | 17番 |           |
| 12位 | モンスターエンジン よしもとクリエイティブ・エージェンシー   | 2007年        | 5大会連続 5回目   | 26位      | 3番  |           |
| 13位 | 相席スタート よしもとクリエイティブ・エージェンシー         | 2013年        | 初出場            | 23位      | 6番  |           |
| 14位 | POISON GIRL BAND よしもとクリエイティブ・エージェンシー     | 2000年        | 4大会連続 6回目   | 20位      | 9番  |           |
| 15位 | かまいたち よしもとクリエイティブ・エージェンシー           | 2004年        | 7大会連続 7回目   | 21位      | 8番  |           |
| 16位 | ダイタク よしもとクリエイティブ・エージェンシー             | 2008年 2009年 | 初出場            | 16位      | 13番 |           |
| 17位 | セルライトスパ よしもとクリエイティブ・エージェンシー       | 2009年        | 2大会連続 2回目   | 19位      | 10番 |           |
| 18位 | 囲碁将棋 よしもとクリエイティブ・エージェンシー             | 2004年        | 4大会連続 4回目   | 18位      | 11番 |           |
| 19位 | アインシュタイン よしもとクリエイティブ・エージェンシー     | 2010年 2011年 | 初出場            | 27位      | 2番  |           |
| 20位 | ニッポンの社長 よしもとクリエイティブ・エージェンシー       | 2013年        | 初出場            | 28位      | 1番  |           |

### 決勝戦（結果）
| 金背景   | 1位通過、優勝      |
| 銀背景   | 2位通過            |
| 銅背景   | 3位通過            |
| 赤文字   | 審査員別の最高評点 |
| 青文字   | 審査員別の最低評点 |
| 赤太文字 | 全体の最高評点     |
| 青太文字 | 全体の最低評点     |

- 順位は最終決戦に進出したコンビは票数、それ以外のコンビはファーストラウンドの得点による順序。
- 所属事務所は出場当時、結成年の太字はラストイヤー。また、結成年は正しいものを優先し、公式サイトなどで誤って表記されている場合は補足として「2000年」のように打消し線付きで併記する。
- 敗者復活組はキャッチコピーが無いため、「（敗者復活組）」とする。
- 順位や得点などをまとめた表は、矢印がついたセルをクリックすると、昇順、降順、元の順の順番で並び替えられる。

| 順位 | コンビ名 所属事務所                                         | No.  | 結成年        | 決勝戦進出歴      | キャッチコピー                 | ファースト | ファースト | 最終決戦 | 最終決戦 |
| 順位 | コンビ名 所属事務所                                         | No.  | 結成年        | 決勝戦進出歴      | キャッチコピー                 | 出番       | 得点       | 出番     | 得票     |
| ---- | ----------------------------------------------------------- | ---- | ------------- | ----------------- | ------------------------------ | ---------- | ---------- | -------- | -------- |
| 優勝 | トレンディエンジェル よしもとクリエイティブ・エージェンシー | 2311 | 2005年        | 初進出 ノーシード | （敗者復活組）                 | 9番        | 825点      | 2番      | 6票      |
| 2位  | 銀シャリ よしもとクリエイティブ・エージェンシー             | 1928 | 2005年        | 2大会連続 2回目   | 昭和をまとった 新世代 再び!    | 6番        | 818点      | 1番      | 2票      |
| 3位  | ジャルジャル よしもとクリエイティブ・エージェンシー         | 2021 | 2003年        | 2大会連続 2回目   | フリースタイルが 止まらない!   | 5番        | 834点      | 3番      | 1票      |
| 4位  | タイムマシーン3号 太田プロダクション                        | 1128 | 2000年        | 6大会ぶり 2回目   | 器用なおデブさんは 好きですか? | 8番        | 816点      |          |          |
| 5位  | スーパーマラドーナ よしもとクリエイティブ・エージェンシー   | 634  | 2003年        | 初進出 ノーシード | 震える子羊 ボケまくる!         | 3番        | 813点      |          |          |
| 6位  | 和牛 よしもとクリエイティブ・エージェンシー                 | 73   | 2006年        | 初進出 ノーシード | 心にさされ! 非情な愛のボケ     | 4番        | 806点      |          |          |
| 7位  | メイプル超合金 サンミュージックプロダクション               | 878  | 2012年        | 初進出 ノーシード | 誰も知らない 超ダークホース    | 1番        | 796点      |          |          |
| 8位  | 馬鹿よ貴方は オフィス北野                                   | 390  | 2008年        | 初進出 ノーシード | 静かなる 毒舌漫才              | 2番        | 791点      |          |          |
| 9位  | ハライチ ワタナベエンターテインメント                       | 2929 | 2005年 2006年 | 3大会連続 3回目   | 澤部、 今日も騒ぐってよ        | 7番        | 788点      |          |          |

| 出番順 | コンビ名             | 得点計 | 哲夫 | 佐藤 | 石田 | 富澤 | 徳井 | 吉田 | 岩尾 | 増田 | 礼二 |
| ------ | -------------------- | ------ | ---- | ---- | ---- | ---- | ---- | ---- | ---- | ---- | ---- |
| 1      | メイプル超合金       | 796    | 89   | 89   | 89   | 92   | 91   | 85   | 89   | 85   | 87   |
| 2      | 馬鹿よ貴方は         | 791    | 90   | 90   | 83   | 93   | 89   | 83   | 90   | 85   | 88   |
| 3      | スーパーマラドーナ   | 813    | 90   | 93   | 88   | 91   | 89   | 90   | 93   | 87   | 92   |
| 4      | 和牛                 | 806    | 88   | 90   | 88   | 90   | 90   | 86   | 92   | 92   | 90   |
| 5      | ジャルジャル         | 834    | 93   | 93   | 94   | 94   | 96   | 90   | 96   | 89   | 89   |
| 6      | 銀シャリ             | 818    | 92   | 89   | 87   | 92   | 95   | 89   | 92   | 91   | 91   |
| 7      | ハライチ             | 788    | 87   | 88   | 86   | 89   | 89   | 83   | 85   | 89   | 92   |
| 8      | タイムマシーン3号    | 816    | 88   | 91   | 94   | 93   | 88   | 89   | 90   | 90   | 93   |
| 9      | トレンディエンジェル | 825    | 91   | 92   | 92   | 93   | 88   | 93   | 89   | 93   | 94   |

| 出番順 | コンビ名             | 得票数 | 哲夫 | 佐藤 | 石田 | 富澤 | 徳井 | 吉田 | 岩尾 | 増田 | 礼二 |
| ------ | -------------------- | ------ | ---- | ---- | ---- | ---- | ---- | ---- | ---- | ---- | ---- |
| 1      | 銀シャリ             | 2      |      |      |      |      | ★    |      | ★    |      |      |
| 2      | トレンディエンジェル | 6      |      | ★    | ★    | ★    |      | ★    |      | ★    | ★    |
| 3      | ジャルジャル         | 1      | ★    |      |      |      |      |      |      |      |      |

| 最高評点 | 96点 徳井義実（ジャルジャル） 岩尾望（ジャルジャル）         |
| 最低評点 | 83点 石田明（馬鹿よ貴方は） 吉田敬（馬鹿よ貴方は、ハライチ） |
| 平均点   | 809.7点                                                      |

## 記録・エピソード
- シード制度が導入された第2回以降で、ノーシードからの決勝進出が5組と過去最多となった。また、初出場組はいずれもノーシードであった。決勝進出コンビの中でノーシードが過半数となったのはこの回が唯一である。
  - 初出場コンビ（メイプル超合金）が決勝進出したのは、第2回（2002年）のテツandトモ以来9大会ぶり（13年ぶり）。また、シード未経験コンビ（馬鹿よ貴方は）が決勝進出したのも、第4回（2004年）の東京ダイナマイト以来7大会ぶり（11年ぶり）である。
- 初めて2010年代に結成したコンビが決勝進出した（メイプル超合金）。
- タイムマシーン3号が第5回（2005年）以来6大会ぶりに決勝戦に進出し、キングコングと並ぶ最長ブランクを経ての返り咲きとなった[注 8]。
  - タイムマシーン3号は、前回出場時と異なる事務所からの出場となった（アップフロント →太田プロダクション）。
- 初めて審査員よりも決勝進出者の方が年上になるという事例が起きた。
  - タイムマシーン3号の2人、スーパーマラドーナの2人、馬鹿よ貴方はの新道竜巳、トレンディエンジェルの斎藤司の6名が、今回の審査員の中で最年少の石田明（1980年生まれ、当時35歳）よりも年上だった。
- 第7回（2007年）以来4大会ぶり（8年ぶり）に全審査員から90点以上の得点を獲得したコンビが現れなかった。また、第8回（2008年）以来3大会ぶり（7年ぶり）に平均93点以上のコンビが現れなかった。
- ファーストラウンドの1位と最下位の平均点差が5.11点（46 / 900点）と過去最小。
- 第2回（2002年）以降で初めて、決勝進出コンビがすべて最終決戦未経験コンビとなった。
- トレンディエンジェルが第7回（2007年）のサンドウィッチマン以来史上2組目・4大会ぶり（8年ぶり）の敗者復活からの優勝を達成した。
  - 第4回（2004年）のアンタッチャブル・山崎弘也以来、7大会ぶり（11年ぶり）となる関東出身の優勝者となった（たかしは東京都、斎藤司は神奈川県）。
  - 東京吉本出身および東京吉本所属のコンビとして初の優勝者となった（第8回〈2008年〉で優勝したNON STYLEは東京吉本所属だが大阪吉本出身）。
  - 第2回（2002年）以降で初めて、ノーシードのコンビが優勝した。
  - 1人の審査員から最低評点を付けられたコンビが優勝した（徳井義実の88点）。
- ジャルジャルはファーストラウンドを単独1位で通過し、最終決戦で3位で終わった最初のコンビになった。
- タイムマシーン3号が「滅びの呪文はタニタ」のオチで締めくくった際、それに対してタニタが同社のTwitterで反応した[2]。
- 2016年度ブレイクタレントランキングでは優勝者のトレンディエンジェルが2位、決勝7位のメイプル超合金が1位にランクインした[3]。

## DVD
2016年12月2日によしもとアール・アンド・シー（現：よしもとミュージック）から発売された。
タイトルは『M-1グランプリ2015完全版 5年分の笑撃〜地獄からの生還…再び〜』。
| DISC | 収録内容                                                                                                  | 収録時間 |
| ---- | --- | -------- |
| 1    | M-1グランプリ2015決勝                                                                                     | 116分    |
| 2    | 敗者復活戦 M-1リターンズ 衝撃!?のアマチュアセレクション10組 「トレンディエンジェルの漫才 その全てを語る」 | 152分    |

## スタッフ
- 構成：倉本美津留、前田政二、石原健次
- ナレーション：畑中ふう、アラン・J
- チーフプロデューサー：辻史彦、村野祐亮
- 制作協力：ウインズウイン
- 協力：テレビ朝日
- 制作：ABC、吉本興業